# پیتر دونگی
پیتر دونگی (انگلیسی: Peter Donaghy؛ زادهٔ ۱۳ ژانویه ۱۸۹۸) بازیکن فوتبال اهل بریتانیا است.
از باشگاه‌هایی که در آن بازی کرده‌است می‌توان به باشگاه فوتبال میدلزبرو، باشگاه فوتبال کارلایل یونایتد، و باشگاه فوتبال برادفورد سیتی اشاره کرد.